# Attheyella borutzkyi
Attheyella borutzkyi är en kräftdjursart som beskrevs av Smirnov 1930. Attheyella borutzkyi ingår i släktet Attheyella och familjen Canthocamptidae. Inga underarter finns listade i Catalogue of Life.